# River Radamus
River Radamus (ur. 12 lutego 1998 w Edwards) – amerykański narciarz alpejski, mistrz świata, czterokrotny medalista mistrzostw świata juniorów i trzykrotny medalista igrzysk olimpijskich młodzieży.

## Kariera
Po raz pierwszy na arenie międzynarodowej pojawił się 28 grudnia 2014 roku, kiedy podczas zawodów FIS Race w Echo Mountain w slalomie zajął 58. pozycję na 61 sklasyfikowanych zawodników. Trzykrotnie startował na mistrzostwach świata juniorów. Na mistrzostwach w 2017 oraz w 2018 roku zdobywał srebrne medale odpowiednio w superkombinacji i supergigancie. Na mistrzostwach w Val di Fassa dwukrotnie plasował się na 1. miejscu, wygrywając rywalizację w gigancie i supergigancie.
Debiut w Pucharze Świata zanotował 3 grudnia 2017 roku w Beaver Creek. Nie zakwalifikował się wtedy do drugiego przejazdu w gigancie. Pierwsze pucharowe punkty zdobył ponad rok później, 16 grudnia 2018 roku w Alta Badii, kiedy to uplasował się na 24. pozycji w gigancie. Na podium zawodów tego cyklu pierwszy raz stanął 24 lutego 2024 roku w Palisades Tahoe, kończąc giganta na trzeciej pozycji. Wyprzedzili go jedynie Szwajcar Marco Odermatt i Henrik Kristoffersen z Norwegii.
Podczas mistrzostw świata w Courchevel/Méribel w 2023 roku razem z kolegami i koleżankami z reprezentacji zdobył złoty medal w zawodach drużynowych. W zawodach indywidualnych był między innymi czwarty w kombinacji. Walkę o podium przegrał z Austriakiem Raphaelem Haaserem o 0,25 sekundy. Brał także udział w igrzyskach olimpijskich w Pekinie w 2022 roku, gdzie był czwarty w gigancie i zawodach drużynowych. W gigancie do brązowego medalisty, Francuza Mathieu Faivre'a stracił 0,26 sekundy.

## Osiągnięcia

### Igrzyska olimpijskie
| Miejsce | Dzień     | Rok  | Miejscowość | Konkurencja | Czas biegu | Strata | Zwycięzca      |
| ------- | --------- | ---- | ----------- | ----------- | ---------- | ------ | -------------- |
| 15.     | 8 lutego  | 2022 | Pekin       | Supergigant | 1:19,94    | +1,69  | Matthias Mayer |
| 4.      | 13 lutego | 2022 | Pekin       | Gigant      | 2:09,35    | +1,60  | Marco Odermatt |

### Mistrzostwa świata
| Miejsce | Dzień     | Rok  | Miejscowość        | Konkurencja       | Czas biegu | Strata | Zwycięzca         |
| ------- | --------- | ---- | ------------------ | ----------------- | ---------- | ------ | ----------------- |
| 8.      | 16 lutego | 2021 | Cortina d’Ampezzo  | Gigant równoległy | -          | -      | Mathieu Faivre    |
| 6.      | 17 lutego | 2021 | Cortina d’Ampezzo  | Zawody drużynowe  | -          | -      | Norwegia          |
| 11.     | 19 lutego | 2021 | Cortina d’Ampezzo  | Gigant            | 2:05,86    | +3,34  | Mathieu Faivre    |
| 4.      | 7 lutego  | 2023 | Courchevel/Méribel | Kombinacja        | 1:53,31    | +0,69  | Alexis Pinturault |
| 16.     | 9 lutego  | 2023 | Courchevel/Méribel | Supergigant       | 1:07,22    | +1,30  | James Crawford    |
| 1.      | 14 lutego | 2023 | Courchevel/Méribel | Drużynowo         | -          | -      | -                 |
| 15.     | 15 lutego | 2023 | Courchevel/Méribel | Gigant równoległy | -          | -      | Alexander Schmid  |

### Mistrzostwa świata juniorów
| Miejsce | Dzień       | Rok  | Miejscowość  | Konkurencja     | Czas biegu | Strata | Zwycięzca       |
| ------- | ----------- | ---- | ------------ | --------------- | ---------- | ------ | --------------- |
| 10.     | 8 marca     | 2017 | Åre          | Zjazd           | 1:23,34    | +0,94  | Sam Morse       |
| 28.     | 9 marca     | 2017 | Åre          | Supergigant     | 1:17,91    | +1,47  | Nils Alphand    |
| 2.      | 11 marca    | 2017 | Åre          | Superkombinacja | 2:05,14    | +1,54  | Loïc Meillard   |
| 33.     | 13 marca    | 2017 | Åre          | Gigant          | 2:25,23    | +5,66  | Loïc Meillard   |
| DNF1    | 14 marca    | 2017 | Åre          | Slalom          | 1:37,64    | –      | Adrian Pertl    |
| 24.     | 31 stycznia | 2018 | Davos        | Zjazd           | 2:20,18    | +1,42  | Marco Odermatt  |
| 2.      | 2 lutego    | 2018 | Davos        | Supergigant     | 1:07,59    | +0,88  | Marco Odermatt  |
| 8.      | 4 lutego    | 2018 | Davos        | Superkombinacja | 2:01,77    | +2,23  | Marco Odermatt  |
| DNF1    | 6 lutego    | 2018 | Davos        | Gigant          | 1:39,47    | –      | Marco Odermatt  |
| 9.      | 7 lutego    | 2018 | Davos        | Slalom          | 1:45,31    | +5,12  | Clément Noël    |
| 8.      | 20 lutego   | 2019 | Val di Fassa | Zjazd           | 1:20,21    | +0,77  | Lars Rösti      |
| 1.      | 21 lutego   | 2019 | Val di Fassa | Supergigant     | 1:09,29    | –      | –               |
| 4.      | 23 lutego   | 2019 | Val di Fassa | Superkombinacja | 2:04,03    | +0,52  | Tobias Hedström |
| 1.      | 25 lutego   | 2019 | Val di Fassa | Gigant          | 1:57,96    | –      | –               |
| DNF2    | 26 lutego   | 2019 | Val di Fassa | Slalom          | 1:46,52    | –      | Alex Vinatzer   |

### Puchar Świata

#### Miejsca w klasyfikacji generalnej
- sezon 2017/2018: –
- sezon 2018/2019: 142.
- sezon 2019/2020: 129.
- sezon 2020/2021: 87.
- sezon 2021/2022: 57.
- sezon 2022/2023: 63.
- sezon 2023/2024: 32.

#### Miejsca na podium
- Palisades Tahoe – 24 lutego 2024 (gigant) – 3. miejsce